# Larry Robinson (hockeista su ghiaccio)
Larry Clark Robinson (Winchester, 2 giugno 1951) è un allenatore di hockey su ghiaccio ed ex hockeista su ghiaccio canadese.

## Carriera
Ha giocato quasi tutta la sua carriera per i Montréal Canadiens con cui ha vinto la Stanley Cup 6 volte. Verso la fine della sua carriera, è stato trasferito ai Los Angeles Kings. Si è ritirato dopo la stagione 1991-92, ma dopo il ritiro, ha cominciato la sua carriera come allenatore con i Kings e poi i New Jersey Devils, con cui ha vinto la Stanley Cup nel 2000. Ricopre l'incarico di assistente allenatore per i San Jose Sharks.